# کارنک (تگزاس)
کارنک، تگزاس(به انگلیسی: Karnack, Texas) شهری در ایالت تگزاس از ایالات جنوبی ایالات متحده آمریکا است.